# Hình phạt đánh roi ở Singapore
Hình phạt đánh roi là một hình thức trừng phạt thân thể hợp pháp được sử dụng rộng rãi ở Singapore.  Nó có thể được chia thành nhiều bối cảnh: tư pháp, nhà tù, trường giáo dưỡng, quân đội, trường học trong nước hoặc tư nhân. Những thực hành đánh roi này phần lớn là một di sản và bị ảnh hưởng bởi sự cai trị của thực dân Anh tại Singapore. Các hình thức trừng phạt thân thể tương tự cũng được sử dụng ở một số thuộc địa cũ khác của Anh, bao gồm hai quốc gia láng giềng của Singapore là Malaysia và Brunei.
Trong số này, đánh roi tư pháp, việc mà Singapore được biết đến nhiều nhất, là nghiêm trọng nhất.  Nó được dành riêng cho các tù nhân nam dưới 50 tuổi, cho một loạt các tội phạm theo Bộ luật Tố tụng Hình sự, và cũng được sử dụng như một biện pháp kỷ luật trong các nhà tù. Đánh bằng roi cũng là một hình thức trừng phạt hợp pháp đối với các quân nhân phạm pháp trong Lực lượng Vũ trang Singapore (SAF) và được thực hiện trong Trại tạm giam SAF. Đánh roi cũng được sử dụng như một hình phạt chính thức trong các trường cải cách.
Ở dạng nhẹ hơn, đánh roi được sử dụng để trừng phạt nam sinh trong các trường tiểu học và trung học vì hành vi sai trái nghiêm trọng. Chính phủ khuyến khích điều này nhưng không cho phép áp dụng đánh roi cho các nữ sinh viên, thay vào đó nhận các hình thức trừng phạt thay thế như giam giữ.
Một cây roi nhỏ hơn nhiều hoặc thực hiện khác cũng được một số cha mẹ sử dụng để trừng phạt con cái họ vì hành vi sai trái. Điều này được cho phép ở Singapore nhưng "không được chính phủ khuyến khích". Tuy nhiên, chính phủ đề cập rằng họ coi "ứng dụng hợp pháp của hình phạt về thể xác vì lợi ích tốt nhất của đứa trẻ." 